# Teresa Klaman
Teresa Klaman (ur. 19 grudnia 1948 w Gdańsku) – polska rzeźbiarka, ceramiczka, profesor Akademii Sztuk Pięknych w Gdańsku.

## Życiorys
W latach 1967–1972 studiowała na Wydziale Rzeźby w ówczesnej gdańskiej Państwowej Wyższej Szkole Sztuk Plastycznych (obecnie Akademia Sztuk Pięknych w Gdańsku), w Pracowni Rzeźby i Rysunku prof. Alfreda Wiśniewskiego i w Pracowni Ceramiki Artystycznej prof. Hanny Żuławskiej. Dyplom uzyskała w 1972 roku w pracowni prof. Alfreda Wiśniewskiego. W 1973 roku rozpoczęła pracę w macierzystej uczelni. Profesor, kierownik Katedry Specjalności i Specjalizacji, prowadzi Pracownię Ceramiki Artystycznej. Dwukrotna stypendystka polskiego Ministerstwa Kultury i Sztuki. W roku 1988 – stypendystka rządu fińskiego, a w 1996 – stypendystka Fundacji Współpracy Polsko-Niemieckiej.
Prace artystki znajdują się w zbiorach: Muzeum Narodowego w Gdańsku, Centralnego Muzeum Pomorskiego w Szczecinie, Muzeum Morskiego w Gdańsku, Galerii Małych Form Rzeźbiarskich w Poznaniu, Galerii Rzeźby Współczesnej w Centrum Rzeźby Polskiej w Orońsku. W latach 1996–1999 była prodziekanem Wydziału Rzeźby.

## Nagrody i wyróżnienia
- Nagroda Prezydenta Miasta Gdańska w Dziedzinie Kultury z okazji jubileuszu 40-lecia pracy artystycznej (2012)[3]
- Nagroda Prezydenta Miasta Gdańska w Dziedzinie Kultury z okazji jubileuszu 45-lecia pracy twórczej (2018)[3]
- Nagroda Rektora ASP w Gdańsku I stopnia (2018)[2]